# Assui-Lauque
Assui-Lauque (Lodudu) ist ein osttimoresischer Suco im Verwaltungsamt Letefoho (Gemeinde Ermera).

## Geographie
Der Suco Assui-Lauque wurde am 1. Oktober 2023 vom Suco Ducurai abgetrennt. Assui-Lauque befindet sich im Osten des Verwaltungsamtes Letefoho. Westlich befindet sich der Suco Ducurai, nordöstlich der Suco Eraulo und südlich der Suco Catrai Caraic. Im Osten grenzt Assui-Lauque an das zur Gemeinde Aileu gehörende Verwaltungsamt Aileu mit seinem Suco Fatubossa und an das zur Gemeinde Ainaro gehörende Verwaltungsamt Maubisse mit seinem Suco Liurai.
An der Südgrenze entspringt der Fluss Ladibau, der entlang der Grenze nach Westen fließt. In den Ladibau mündet der Pusulu. In den Pusulu mündet von Ducurai kommend der Tehate. Die Flüsse gehören zum System des Lóis. Der Suco Assui-Lauque teilt sich in die fünf Aldeias Assui Craic (Assui Kraik, Asuikraik), Assui Leten (Asuileten, Assuileten), Eratoi, Hatuhei (Hatuhai) und Lacau  (Lacao, Lakau).
Durch den Nordosten führt eine Straße, die Letefoho mit Maubisse verbindet. An ihr befindet sich im äußersten Osten das Dorf Eratoi. Im Norden liegt das Dorf Ermori, im Westen das Dorf Lacau, im Süden die Dörfer Liquicala (Hatuhei ), Hatfaegio und Macadae ho Hatuhei und im Zentrum die Dörfer Lebguan, Mautliu und Pusolala.

## Einwohner
2015 lebten in den heute zu Assui-Lauque gehörenden Aldeias 2.442 Einwohner.